# Naomi Matsumoto
Naomi Matsumoto, född den 24 februari 1968 i Ishikawa prefektur, är en japansk softbollspelare.
Hon tog OS-silver vid de olympiska softboll-turneringarna vid olympiska sommarspelen 2000 i Sydney.